# NGC 1666
NGC 1666 is een balkspiraalstelsel in het sterrenbeeld Eridanus. Het hemelobject werd op 1 november 1886 ontdekt door de Amerikaanse astronoom Lewis A. Swift.

## Synoniemen
- PGC 16057
- MCG -1-13-10
- NPM1G -06.0173